# Biała Poduchowna
Biała Poduchowna – część miasta Janowa Lubelskiego w Polsce, w województwie lubelskim, w powiecie janowskim. Rozpościera się wzdłuż ulicy Kamiennej, w północno-wschodniej części miasta.

## Historia
Biała Poduchowna to dawniej samodzielna wieś. W latach 1867–1954 należała do gminy Kawęczyn, do 1945 w powiecie janowskim, a po 1945 w powiecie kraśnickim. W Królestwie Polskim przynależała do guberni lubelskiej, a w okresie międzywojennym do województwa lubelskiego. Tam, 14 października 1933 weszła w skład nowo utworzonej gromady Biała Poduchowna w granicach gminy Kawęczyn, składającej się ze wsi Biała Poduchowna i Nowa Osada.
Podczas II wojny światowej Białą Poduchowną włączono do Generalnego Gubernatorstwa (dystrykt lubelski, Kreis Kraśnik). W 1943 roku liczba mieszkańców wynosiła 230. Po wojnie ponownie w województwie lubelskim, jako jedna z 21 gromad gminy Kawęczyn w powiecie kraśnickim.
W związku z reformą znoszącą gminy jesienią 1954 roku, Białą Poduchowną włączono do nowo utworzonej gromady Biała. 1 stycznia 1956 weszła w skład reaktywowanego powiatu janowskiego w tymże województwie. Biała Poduchowna przetrwała w gromadzie Biała do końca 1972 roku, czyli do kolejnej reformy gminnej.
1 stycznia 1973 Biała Poduchowna weszła w skład nowo utworzonej gminy Janów Lubelski w powiecie janowskim. W latach 1975–1979 należała administracyjnie do województwa tarnobrzeskiego.
1 grudnia 1979 Białą Poduchowną włączono do Janowa Lubelskiego.